# ザ・メイルボックス

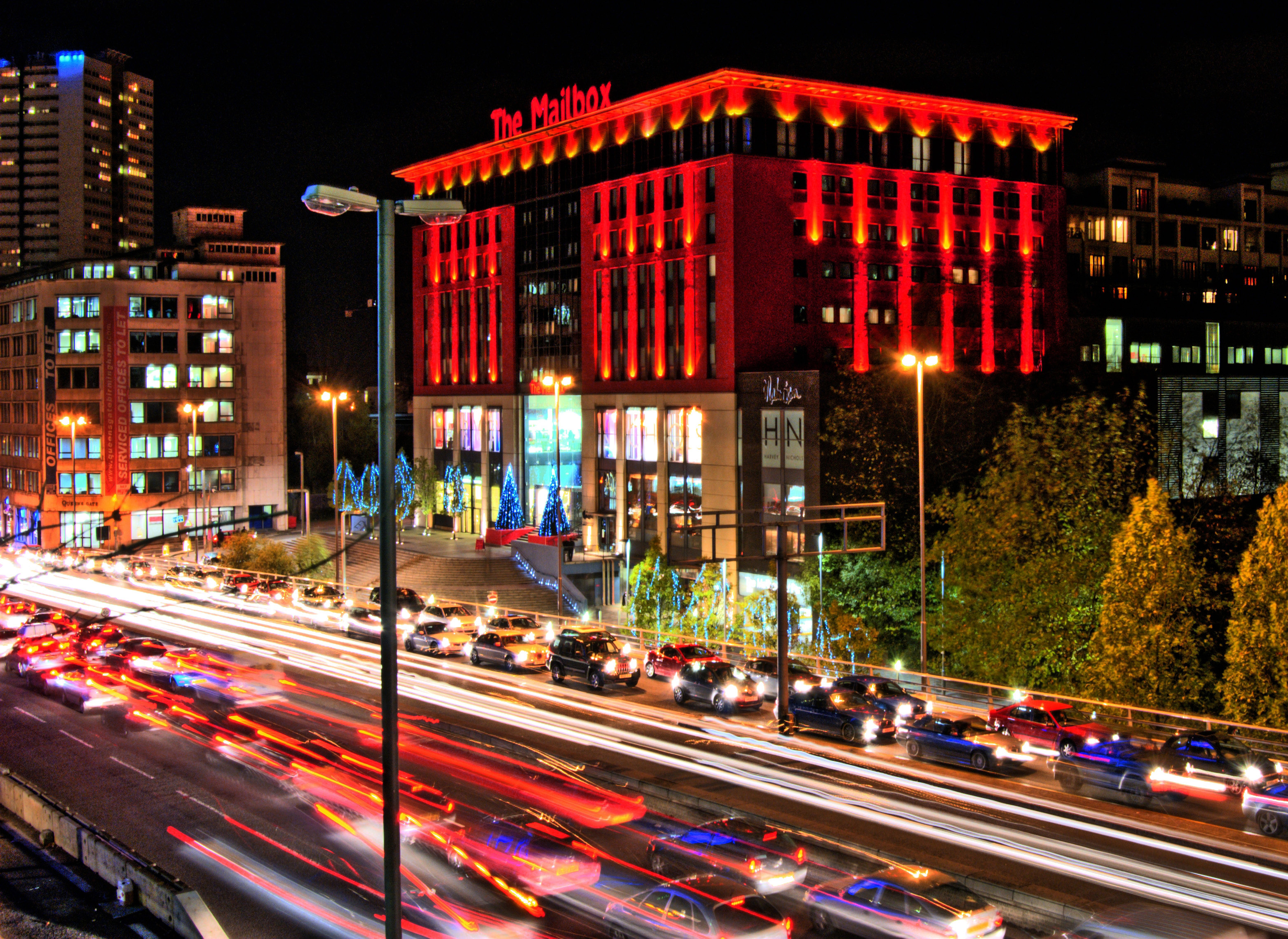
ザ・クィーンズウェイインナーリング道路が横切っているザ・メイルボックスの正面外観

ザ・メイルボックス（英語: The Mailbox）とはイングランド・ウェスト・ミッドランズ・バーミンガムのシティ・センターとシティ・センター・コアの境界線上にあるオフィス、デザイナーショップ、レストラン、バーの高級指向複合施設及び市街中心型高級集合住宅である。BBCバーミンガムも入居している。
ザ・キューブを含め正面から裏側まで全長約300メートル (980 ft)で、1階の店舗を含む7階建てである。ウスター・アンド・バーミンガム運河が背後を流れている。

## 歴史

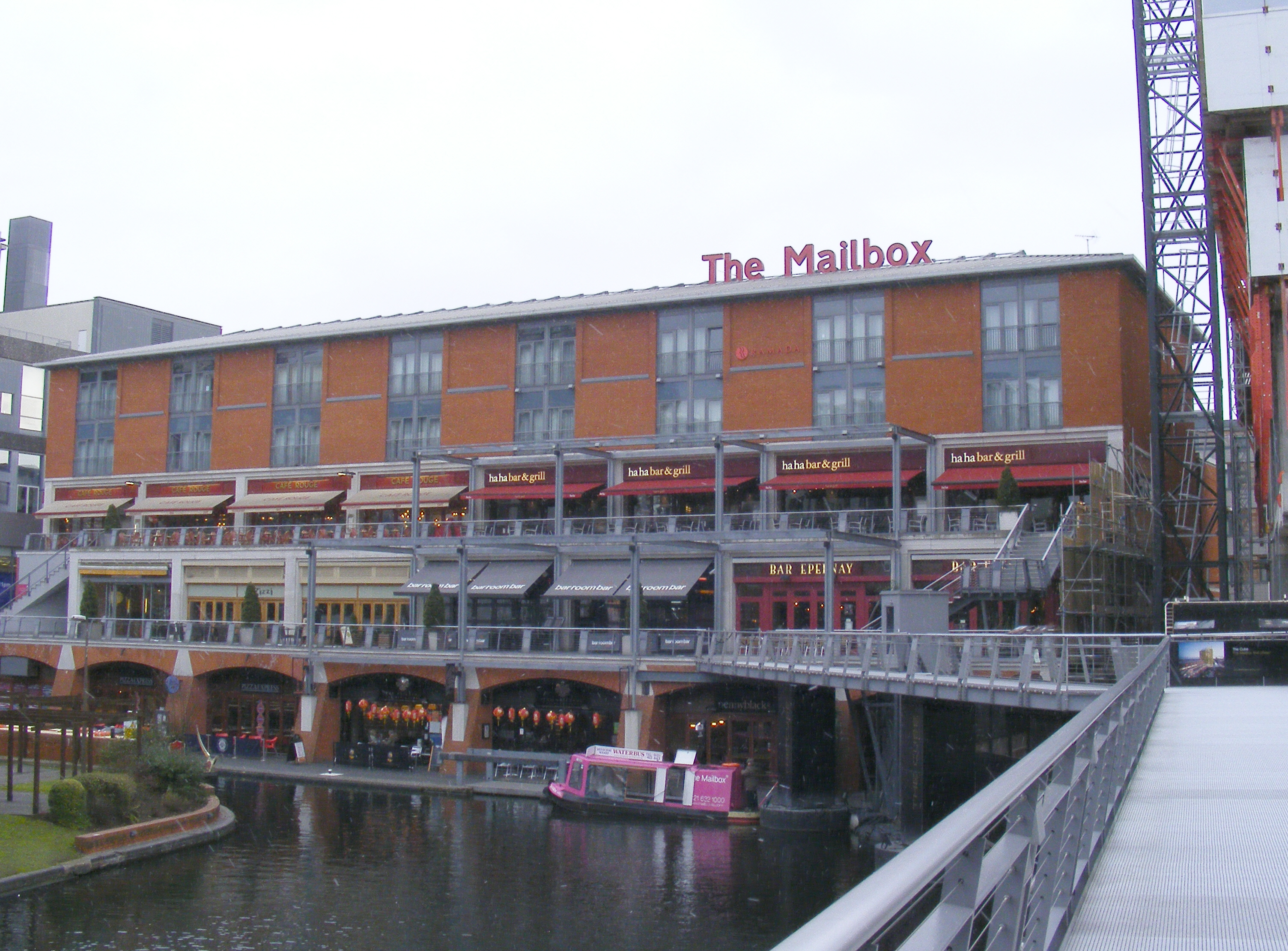
ザ・メイルボックスの運河側にあるレストラン

過去には運河の埠頭や、1970年に完成したロイヤル・メイルのバーミンガム担当区分所があり、現在の名称はそのロイヤル・メイルに由来している。このソーティング・オフィスを設計したのはイギリス建設省のR・H・ウスマンでプロジェクト建築家のH・A・E・ギディングスと、E・ウインタースとR・リーによるハバード・フォード・アンド・パートナーズとの協働作業で行った。完成時、20エーカー (81,000 m2)の面積となり手紙や小包を機械で区分する区分所としては国内で最大規模、バーミンガムでも最大規模の建築物となった。また手紙を直接送るためにバーミンガム・ニューストリート駅との間を通るトンネルも建設された。そして郵便物を処理するためにウェスト・ミッドランズ内において、電気で動く最大規模の区分装置も導入された。
メインエントランスはブリュッヒャー通りに面し、その上に正方形になった区分で左に小包用、右に手紙用の区分所という構成の2つのタワーがあった。建築物構造は40-フート (12 m)の正方格子で構成された鉄骨に軽量のプレキャストコンクリートフロアスラブや鉄筋コンクリート擁壁とサブ床で構成されていて、外装はキャストガラストラフと露出型の集合パネルが使われていた。換気は建築物が必要とする温度にするエアハンドリングユニットで行われていて、外装は主に厚板ガラスが使われ凹んだ窓に出っ張ったエアハンドリングユニットで構成されていた。

## 再開発

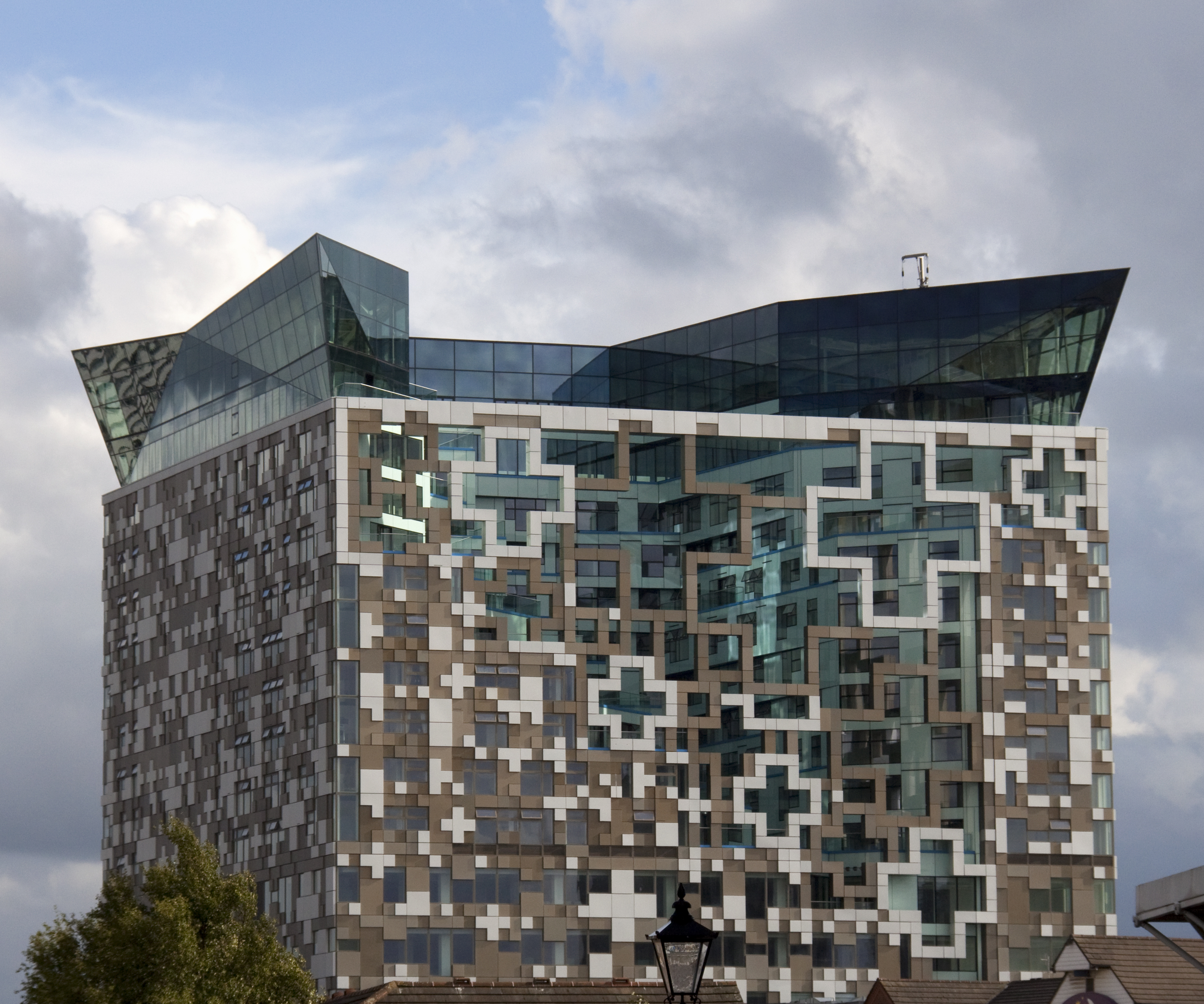
ザ・キューブはメイルボックスにおける開発の最終段階である。

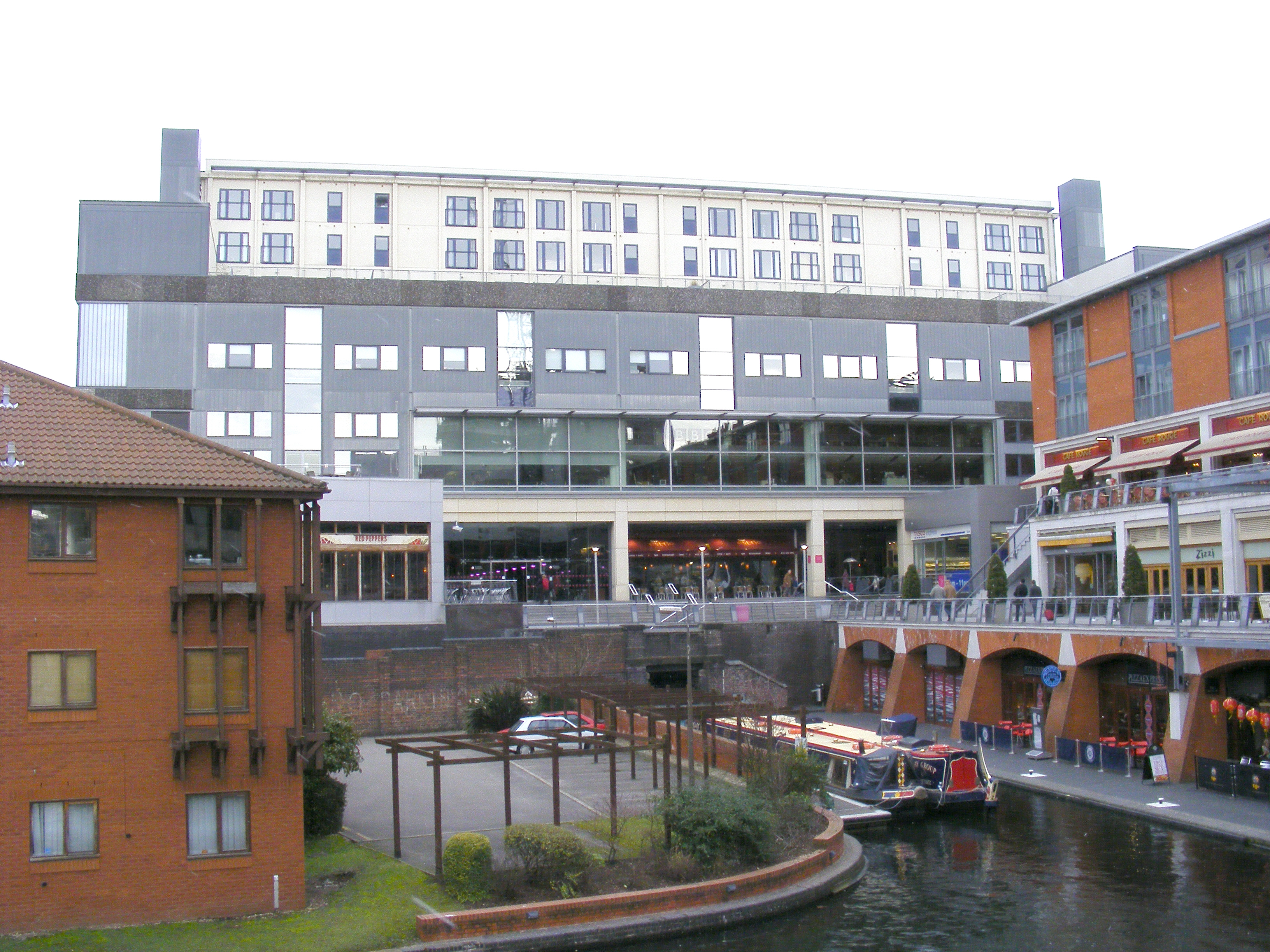
メイルボックスの外側からのBBCバーミンガムオフィス

1997年、ロイヤル・メイル区分所はバーミンガムの再生における重要人物であるチャタムによって承認された。チャタムはブラインドリープレイスを開発するためにエージェントと活動しており、この区分所が複合施設に転換する需要がある時に合う建築物になると考えエージェントに売却させるために説得を試みた。しかしエージェント側が受け入れなかったためチャタムはバーミンガム・ディベロップメント・カンパニーという開発会社を自身で設立し、1998年に建築物を300万ポンドで購入した上、さらに周囲にある運河側の建築物も100万ポンドで購入した。購入後、建築物を再開発するための資金調達目的でクロスビー・ホームズに空間権を売却した。
バーミンガム・ディベロップメント・カンパニーによって建築物は総計300室もある2軒のホテルと15,850 sq. m (170,000 sg. ft.)のオフィススペース、9,290 sq. m (100,000 sq ft.)のレストランと健康クラブを含む商業スペースに転換された。クロスビー・ホームズもスペース上に集合住宅を建設した。区分所の再開発では鉄筋サブ構造の殆どが巻き込まれる形で取り壊された。費用は1億5千万ポンドかかり、2000年12月にオープンした。ハーヴェイ・ニコルズによる商業スペース2区間の買収の後、この開発は1億2500万ポンドの超過という評価を受けた。
公共広場であるチェンバレン広場はサフォーク・ストリート・クィーンスウェイの下にあるメイルボックスの入り口に造成された。この広場は自然石で舗装された社会的な場所で、また周囲の建築物を行き来しやすいように設計されている。この場所から建築物の裏側にかけて公衆によって頻繁に利用されている。メイルボックスの裏側も橋を渡ったり運河沿いをガス・ストリート流域の近くまで歩くことが可能である。この複合施設には現在ザ・キューブと呼ばれるバーミンガム出身のケン・シャトルワースが所属するMAKEアーキテクツとビューロー・ハッポルドのエンジニアが設計した新しい最先端の複合利用建築物が建設されていて、メイルボックスの完成に向けた最終段階となっている。キューブにはルーフトップのレストランやブティックホテルと集合住宅が入ることになっている。
2004年、BBCバーミンガムがエジバストンのペブル・ミル・スタジオからメイルボックスの複合スタジオに移転した。一般大衆はBBCウェブサイトの閲覧やBBCのグッズを買えるだけでなく一般に開放された玄関で製作されるラジオやテレビ番組を見ることができる。2005年10月31日、女優のメアリー・ウィムビッチがジ・アーチャーズの収録が行われたメイルボックスのスタジオで倒れ81歳で亡くなった。収録後間もないことだった。2008年2月16日にはメイルボックスのカフェ・ラジーズで銃撃事件が起きている。
2011年4月、メイルボックスは1億2710万ポンドでブロックトン・キャピタルとミリガンの合弁会社に売却された。